# Delavaya
Delavaya es un género con dos especies de plantas de flores perteneciente a la familia Sapindaceae. 

## Especies seleccionadas
- Delavaya toxocarpa
- Delavaya yunnanensis